# بناء كودي للفاصل الوظيفي والدهني

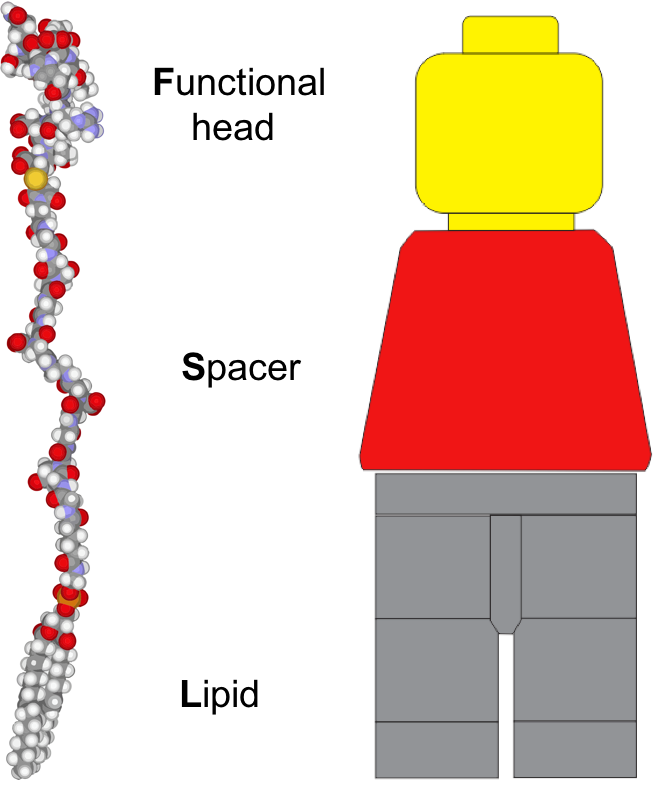
الشكل 1 تشبيه هيكلي لشخصية ليغو الصغيرة بنماذج ملء الفراغ الكيميائي لبناء FSL. يعتبر بناء FSL عبارة عن فاصل أوليجوجليسين (CMG2) مكربوكسيل ميثيل جزئيًا يعتمد على الببتيد مع دهن 1، 2- ديوليويل-sn-جليسيرو-3-فوسفوإيثانولامين (DOPE).

تعتبر الهياكل الكودية للفاصل الوظيفي الدهني(Function-Spacer-Lipid (FSL) Kode (constructs/ تكنولوجيا الكود هياكل هندسية حيوية سطحية برمائية قابلة للتشتت في الماء تستخدم في هندسة سطح الخلايا والفيروسات والكائنات الحية، أو لتعديل المحاليل والأسطح غير البيولوجية وذلك بالاستعانة بالمواد النشطة بيولوجيًا. تُعرف أيضًا اختصارا بالهياكل الكودية وتدمج تلقائيًا وبشكل ثابت في الأغشية الخلوية. وعملية تعديل الأسطح باستخدام بنياتها تُعرف بإسم "التشفير" والخلايا المشفرة الناتجة والفيروسات والليبوزومات بإسم الكوديسايت(kodecytes) والكوديفيريونات(kodevirions)على التوالي.

## وصف التكنولوجيا
تُزين جميع الأسطح الحية بمجموعة متنوعة من الجزيئات المعقدة، والتي تعد معدلات رئيسية للاتصالات الكيميائية ووظائف أخرى مثل الحماية والالتصاق والإعداء والاستماتة، وما إلى ذلك. لذلك، يمكن تصنيع الهياكل الكودية لمحاكاة المكونات النشطة بيولوجيًا الموجودة على الأسطح البيولوجية، ثم إعادة تقديمها بطرق جديدة. وهو يشبه مجسم ليغو من حيث أن بنيته تحتوي على ثلاثة مكونات كما هو واضح من الإسم: مجموعة رأسية وظيفية، وفاصل، وذيل دهني. لكل مكون غرض منفصل. في الأمثلة المعروضة في جميع الأشكال، تم استخدام مجسم ليغو للتشبيه. الذي ينحصر فقط في كونهما لديهما ثلاثة مكونات، ولكل مكون وظيفة. ومع ذلك، ينبغي أن ندرك أن هذا التشابه البنيوي في الحقيقة يختلف لديهما بشكل كبير (الشكل 1). المجموعة الوظيفية لـ FSL تعادل السمات الرأسية لمجسم ليغو الصغيرة، حيث يقع كلاهما في الطرف ويحملان المكونات الوظيفية للشخصية. الفاصل بين FSL يعادل جسم شخصية مجسم ليغو الصغيرة والأذرع على الشخصية الصغيرة تمثل البدائل التي يمكن هندستها في التركيب الكيميائي للفاصل. إن الدهون الموجودة في FSL تثبتها بالأغشية الدهنية وتمنح بناء الهياكل طبيعته البرمائية التي يمكن أن تتسبب في تجميعها ذاتيًا. نظرًا لأن الذيل الدهني يمكن أن يعمل مباشرة كمرساة، فهو يشبه أرجل شخصية ليغو الصغيرة.

## تصميم مرن
يمكن تصميم كل من المجموعة الوظيفية والفاصل ومكونات الذيل الدهني لبنية FSL Kode بشكل فردي مما يؤدي إلى إنشاء هياكل FSL Kode ذات وظائف بيولوجية محددة. عادةً ما تكون المجموعة الوظيفية هي المكون النشط بيولوجيًا للبنية وتؤثر الفواصل والدهون المختلفة على عرضها واتجاهها وموقعها على السطح. ومن الأمور الحاسمة لتعريف بنية FSL Kode هو المتطلب المتمثل في أن تكون قابلة التشتت في الماء، وتندمج تلقائيًا وبشكل ثابت في أغشية الخلايا. لا تُسمى المركبات الحيوية الدهنية الأخرى التي تتضمن مكونات مماثلة لـ FSLs ولكنها لا تحتوي على هذه الميزات بـالهياكل الكودية(Function-Spacer-Lipid Kode (structures

### المجموعات الوظيفية
المصدر:

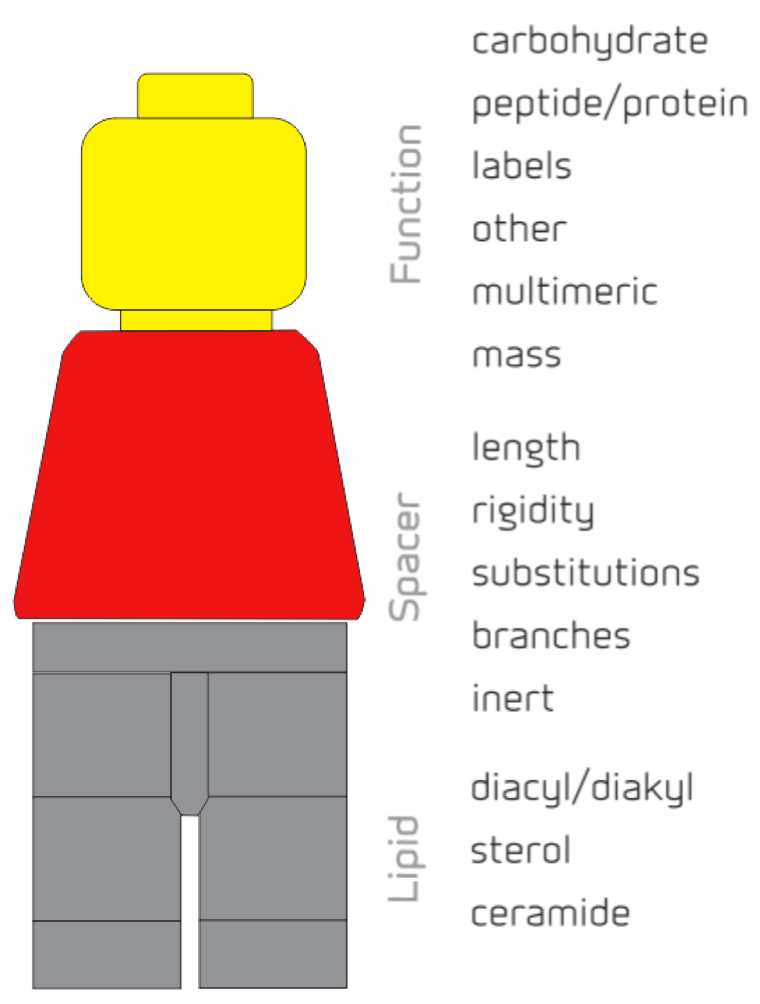
الشكل 2 رسم تخطيطي يوضح ميزات بنية الوظيفة-الفاصل-الدهون في الخلية الكودية، باستخدام القياس على شكل شخصية ليغو صغيرة. كما هو موضح في الشكل، يمكن ترتيب المجموعة الوظيفية المشابهة لرأس الشخصيات المصغرة في مواد مختلفة، ويمكن أن يحتوي الفاصل المشابه لجسم الشخصية المصغرة (بما في ذلك الأذرع) على مجموعة متنوعة من الميزات المختلفة، ويمكن أن تكون الدهون أو أرجل الشخصية المصغرة عبارة عن مجموعة متنوعة من الدهون المختلفة. تمثل المكونات الثلاثة للوظيفة والفاصل والدهون معًا بنية FSL. كودي بيوتيك المحدودة

لقد تم بالفعل تحويل مجموعة كبيرة من المجموعات الوظيفية إلى هياكل FSL Kode. وتشمل هذه:
- الكربوهيدرات - تتراوح من السكريات الأحادية إلى السكريات المتعددة بما في ذلك مستضدات فصيلة الدم، أوليغومرات حمض الهيالورونيك وبقايا حمض السياليك
- الببتيد/البروتين – يتراوح من الأحماض الأمينية الفردية إلى البروتينات الكبيرة مثل الأجسام المضادة
- العلامات - بما في ذلك الفلوروفور، [2] النظائر المشعة، البيوتين، وغير ذلك.
- أخرى – مجموعات كيميائية مثل ماليميد، بقايا النقر، بولي إيثيلين جليكول، مركبات مشحونة

ملاحظة 1: متعدد القسيمات - يمكن أن يكون عرض بقايا الفلور على شكل متعدد القسيمات بمسافات محكومة ويمكن أن يكون متغيرًا.
ملاحظة 2: الكتلة - التي يمكن تثبيتها بواسطة هياكل الكود ويمكن أن تتراوح من 200 إلى >1x106 Da

### الفواصل
المصدر:
الفاصل هو جزء لا يتجزأ من بنية الهياكل الكودية لأنه يمنحها العديد من الخصائص المهمة بما في ذلك قابلية التشتت في الماء.
- الطول - يمكن تغيير طول الفاصل، مثلا1.9 نانومتر (إعلان)، 7.2 نانومتر (CMG2)، 11.5 nm (CMG4)، مما يسمح بتقديم أفضل للمجموعات الوظيفية على السطح الحيوي.
- يعمل على تحسين عرض "F" - يؤدي عرض المجموعة النشطة بيولوجيا(المجموعة الوظيفية) على الفاصل إلى تقليل العوائق المكانية وزيادة الأسطح النشطة بيولوجيًا المكشوفة والمتاحة للتفاعلات
- الصلابة - يمكن تعديل الفاصل ليكون مرنًا أو صلبا حسب الخصائص المطلوبة
- التبديلات التي تمثلها الأوراق الموجودة على الساق
- - يمكن تعديل الفاصل في كل من الشحنة والقطبية.
- الفروع - عادة ما يكون الفاصل خطيًا، ولكن يمكن أيضًا أن يكون متفرعًا بما في ذلك المسافات المحددة للفروع لتحسين العرض والتفاعل للمجموعة F.
- خامل - من المهم لتصميم هياكل الكود هو الطبيعة الخاملة بيولوجيًا للفاصل. الأمر المهم هو أن هذه الميزة تعني أن مكونات SL من التركيبات لا تتفاعل مع المصل غير المخفف. وبالتالي، فإن هذه التراكيب متوافقة مع الاستخدام الحيوي، ويمكنها تحسين حساسية الاختبار التشخيصي من خلال السماح باستخدام مصل غير مخفف.

### الدهون
المصدر:
يعد الذيل الدهني ضروريًا ليس فقط لتمكين إقحام الغشاء الدهني والاحتفاظ به، ولكن أيضًا لإعطاء البنية خصائص محبة للماء تمكن الطلاء السطحي المحب للماء من تكوين طبقات ثنائية الشحوم. تتمتع الدهون الغشائية المختلفة التي يمكن استخدامها لإنشاء FSL بخصائص فيزيائية كيميائية مختلفة وبالتالي يمكن أن تؤثر على الوظيفة البيولوجية الهياكل الكودية. تشمل الدهون الموجودة في بنيات FSL Kode ما يلي:
- ثنائي أسيل/ ثنائي أكيل مثل دوب
- الستيرولات مثل الكوليسترول
- السيراميدات

## تحسين عرض المجموعة الوظيفية (F)
Upper image shows the antigen (flower head) presented in a variety of formats directly on a solid surface. The construct attaches randomly to the solid surface.
In all diagrams, the same functional group is represented by the sunflower head.
The first four examples show monomeric presentation of F, with the first example representing the short 1.9nm (Ad) spacer (the flower stalk). The second and fourth with the longer stalks (spacers) representing the CMG2 7.2nm spacer and CMG4 11.5nm spacers respectively. The second and third constructs have the same spacers, but the lipid tail of the third construct is cholesterol, rather than DOPE. 
إحدى الوظائف المهمة لبناء الهياكل الكودية هي قدرته على تحسين عرض المستضدات، سواء على أسطح الخلايا أو أغشية الطور الصلب. وذلك عن طريق؛ أولا، الفاصل، وثانيًا الذيل الدهني. في اختبار المناعة النموذجي، يرسب المستضد مباشرة على سطح اللوحة الدقيقة ويرتبط به إما بطريقة عشوائية، أو في اتجاه مفضل اعتمادًا على البقايا الموجودة على سطح هذا المستضد. عملية الترسيب هذه عادة ما تكون غير خاضعة للسيطرة. في المقابل، فإن بنية الهياكل الكودية المرتبطة بلوحة دقيقة تعرض المستضد بعيدًا عن السطح في اتجاه يتميز بمستوى عالٍ من التعرض للبيئة. علاوة على ذلك، تستخدم الاختبارات المناعية النموذجية الببتيدات المعاد تركيبها بدلاً من مستضدات الببتيد المنفصلة. نظرًا لأن الببتيد المعاد التركيب أكبر بعدة مرات من النمط المحدد، يتم أيضًا تمثيل الكثير من تسلسلات الببتيد غير المرغوب فيها على اللوحة الدقيقة. والتي ترتبط بالميكروبات، كما تم تحديدها بواسطة تحليل BLAST والتي يمكن أن تسبب مشاكل في التفاعل المتبادل منخفض المستوى. غالبًا ما تكون الآلية التي يتمكن بها الاختبار المناعي من التغلب على هذا النشاط منخفض المستوى هي تخفيف المصل بحيث لا يمكن رؤية الأجسام المضادة التفاعلية الميكروبية كذلك، وتؤدي الأجسام المضادة المحددة عالية المستوى فقط إلى نتيجة قابلة للتفسير. على النقيض من ذلك، تستخدم الهياكل الكودية عادةً شظايا ببتيدية مختارة خصيصًا، ما يصل إلى 40 حمضًا أمينيًا، وبالتالي تستطيع التغلب على التفاعل المتبادل مع التسلسلات الميكروبية، والسماح باستخدام مصل غير مخفف كذلك، مما يزيد من الحساسية.
يمكن تعزيز مكون F بشكل أكبر من خلال تقديمه عبر تنسيقات متعددة الوحدات وبمسافات محددة. تتضمن الأنواع الأربعة لهذه التنسيقات المتعددة: الوحدات المتكررة الخطية، ووحدات التكرار الخطية مع المسافات، والعناقيد، والتفرعات (الشكل 4).

## آليات التفاعل

### بناء هياكل الكودات محب للبرمائيات
رغم أن بنية هياكل الأكواد بحكم طبيعتها مكونة من مناطق كارهة للماء وأخرى محبة له، إلا أنها تعد محبة للماء. تحدد هذه الخاصية الطريقة التي سيتفاعل بها البناء مع الأسطح. عند وجودها في محلول،  قد تشكل ميسيلات بسيطة أو تتبنى هياكل ثنائية الطبقات أكثر تعقيدًا مع مثالين مبسطين موضحين في الشكل 5أ. ومن المتوقع ظهور هياكل أكثر تعقيدًا. رغم أنه لم يتم تحديد الطبيعة الفعلية لميسيلات الهياكل. ومع ذلك، بناءً على الوظيفة البنيوية الطبيعية للميسيلات، فمن المتوقع أن يتم تحديدها جزئيًا من خلال الجمع بين المجموعة الوظيفية والفاصل والدهون مع درجة الحرارة والتركيز والحجم والكراهية للماء/المحبة للماء لكل نوع من أنواع بنيتها.
ستحدث الطلاءات السطحية من خلال آليتين نظريتين، الأولى هي التفاعل المباشر الكاره للماء بين الذيل الدهني والسطح الكاره للماء مما يؤدي إلى ظهور طبقة أحادية من FSL على السطح (الشكل 5ب). سيتم ربط FSL بالماء من خلال ذيله الدهني الكاره للماء والذي يتفاعل مباشرة مع السطح الكاره للماء والمحب للدهون. ليتم طلاء السطح الثاني من خلال تكوين طبقات ثنائية لأن الذيل الدهني غير قادر على التفاعل مع السطح المحب للماء. في هذه الحالة سوف تعمل الدهون على تحفيز تكوين طبقة ثنائية، يكون سطحها محبًا للماء. سيتفاعل هذا الغشاء المحب للماء بشكل مباشر مع السطح المحب للماء وربما يغلف الألياف. يعد هذا الارتباط الثنائي للطبقة المحبة للماء هو الآلية المتوقعة التي تتمكن بها FSLs من الارتباط بالأغشية الليفية مثل الورق والألياف الزجاجية (الشكل 5ج) و(الشكل 9).

### تعديل الغشاء الدهني
بعد وضع علامة على السطح بواسطة المواد الحيوية F المحددة، ستكون التركيبات موجودة وموجهة على سطح الغشاء. ومن المتوقع أن تكون الهياكل الكودية عالية الحركة داخل الغشاء واختيار الذيل الدهني سيؤثر على التقسيم النسبي داخل الغشاء. ومن المتوقع أن يظل البناء معروضًا على السطح ما لم يكن له سلوك متقلب. ورغم ذلك، فإن التعديل ليس دائمًا في الخلايا الحية، وسوف تستهلك التراكيب بمعدل يتناسب مع النشاط على الغشاء ومعدل انقسام الخلية مع بقاء الخلايا الميتة المصنفة بدرجة عالية. بالإضافة إلى ذلك، عندما تكون الهياكل الكودية موجودة في الجسم الحي مع الدهون في المصل، فإنها سوف تتسرب من الغشاء إلى البلازما بمعدل حوالي 1% في الساعة. في الخلايا الثابتة أو الخلايا غير النشطة مثل خلايا الدم الحمراء المخزنة في وسائط خالية من المصل، يتم الاحتفاظ بالتركيبات بشكل طبيعي تماما.
يمكن ترميز الليبوزومات بسهولة عن طريق إضافة هياكل الكودية إلى المستحضر. قد يؤدي ملامستها مع الصفائح الدقيقة أو الأسطح الأخرى إلى وضع علامات على سطح الصفائح الدقيقة.

### التفاعل السطحي غير البيولوجي
ستحدث الطلاءات السطحية غير البيولوجية من خلال آليتين؛ الأولى هي التفاعل المباشر الكاره للماء بين الذيل الدهني والسطح الكاره للماء مما يؤدي إلى ظهور طبقة أحادية من FSL على السطح. وسيتم طلاء السطح الثاني من خلال تكوين طبقات ثنائية، والتي من المحتمل أن تغلف الألياف أو عن طريق المجموعة F المحبة للماء. هذه هي الآلية المتوقعة التي ترتبط بها FSLs بالأغشية الليفية مثل الورق والألياف الزجاجية. توصلت دراسة حديثة إلى أنه عند تحسين الهياكل الكودية، يمكن في غضون ثوانٍ قليلة تحويل أي سطح غير بيولوجي تقريبًا إلى جليكوزيلات بما في ذلك المعادن والزجاج والبلاستيك والمطاط والبوليمرات الأخرى.

## مميزات التكنولوجيا
تلخص المميزات التكنولوجية لبناءات الهياكل الكودية وعملية التشفير على الشكل التالي:
- سريع وبسيط - اتصال بسيط لمدة 10-120 دقيقة ويتكون بشكل تلقائي وثابت - ولا يتطلب الغسيل.
- قابلة للتكرار - نفس المتغيرات كالوقت، درجة الحرارة، التركيزتساوي نفس النتيجة.
- السمية - إن الهياكل الكودية متوافقة حيوياً، وتنتشر في المحاليل البيولوجية بدون مذيبات أو منظفات. إنها تتميز بأنها غير تساهمية وليست وراثية. يتم الحفاظ على الحيوية والوظيفة الطبيعية في الخلايا/الفيروسات/الكائنات الحية المعدلة. لم تجد التجارب التي أجريت على السمية/الحيوية في الحيوانات المعملية الصغيرة، والأسماك الزرد، ومزارع الخلايا، والحيوانات المنوية والأجنة أي تأثيرات سامة ضمن النطاقات الفسيولوجية.
- محبة للماء - الطبيعة المحبة للماء لبنية الهياكل الكودية تجعلها قابلة للتشتت في الماء (محلول صافٍ من المذيلات)، ولكن بمجرد تفاعلها مع الغشاء فإنها تغطى وتصبح مقاومة للماء
- التصميم المتغير - يمكن تقديم حرف F واحد بأكثر من 100 طريقة عن طريق تغيير الفاصل والدهون.
- قابلية عالية للرؤية الحيوية - حيث أن الفاصل يحمل جزيء F بعيدًا عن الغشاء، فإنه قادر على تحقيق حساسية متزايدة، ويمكن تحسين الخصوصية والتفاعلية عن طريق استخدام عروض متعددة ومتغيرة للعلامات الحيوية على نفس السطح.
- إضافة – تعديل FSL متوافق مع التقنيات الأخرى مما يسمح للمستخدمين بإضافة ميزات إضافية إلى الخلايا/الفيروسات/الكائنات الحية/الأسطح المعدلة بالفعل باستخدام طرق أكثر تقليدية. من الممكن إضافة عدة هياكل لها إلى سطح في نفس الوقت عن طريق إنشاء مزيج من هياكلها. تتراكم في أغشية الخلايا الحية أو الثابتة (الجلوتارالدهيد).

الشكل 8 يمكن إنشاء FSLs بسهولة من الببتيدات أو البروتينات أو أي ثيولات أخرى ذات أهمية بيولوجية تحتوي على السيستين. يسمح خلط الببتيد المحتوي على السيستين مع FSL-RFG (ماليميد)، في محلول 4MMF، للببتيد بالتفاعل مع بقايا الماليميد في FSL (من خلال تفاعل الإضافة النووية مايكل المعروف). بعد الحضانة طوال الليل ثم التجفيف بالتفريغ، يتم إنشاء ببتيد FSL. لا يتطلب أي تنقية.

تخليق ببتيد FSL بسيط - هناك بنية الهياكل الكودية ذات مجموعة وظيفية تفاعلية مع ماليميد كمجموعة وظيفية أخرى يمكن استخدامها لإعداد الأولى من الببتيدات أو البروتينات أو أي ثيولات أخرى ذات أهمية بيولوجية تحتوي على السيستين. يعتمد النهج التخليقي الفعال على النواة المعروفة بإضافة مايكل نيكليبهيك إلى الماليميدات (الشكل 7).
"الجليكوليبيدات" الاصطناعية - إحدى عائلات هياكل FSL ذات ذيول كارهة للماء ومجموعات رأسية من الكربوهيدرات محددة جيدًا

### أسطح الأغشية المشفرة الحلول
تتميز هياكل FSL بمجموعة واسعة من الاستخدامات وقد استعملت لتعديل التالي:
منهجية استخدام FSL (الترميز)

الشكل 9 تحضير الكوديسيتات / الكوديفيريونات. قم ببساطة بخلط الخلايا/الفيروسات مع محلول FSL (يحتوي على 1 أو أكثر من FSL) واحضن لمدة تتراوح بين 10 إلى 120 دقيقة عند 37 درجة مئوية (أو عند درجات حرارة منخفضة تصل إلى 4 درجات مئوية). سيتم دمج التراكيب تلقائيًا في الغشاء دون الحاجة إلى أي خطوات أخرى.

عندما تكون هياكل FSL في المحلول الملحي وعلى اتصال، فإنها سوف تندمج تلقائيًا في أغشية الخلايا والفيروسات. حيث تتضمن المنهجية ببساطة إعداد محلول من هياكل FSL في نطاق 1–1000 ميكروجرام / مل. وسيعتمد التركيز الفعلي على التركيب وكمية التركيب المطلوبة في الغشاء. يتم بعدها إضافة جزء واحد من محلول FSL إلى جزء واحد من الخلايا بنسبة 100٪، ويتم احتضانها في درجة حرارة محددة في نطاق 4–37 °م (39–99 °ف) اعتمادًا على توافق درجة حرارة الخلايا التي يتم تعديلها. كلما ارتفعت درجة الحرارة، كلما كانت سرعة إدخال FSL في الغشاء أسرع أكثر. بالنسبة لخلايا الدم الحمراء، عند 37 تؤدي عملية الاحتضان عند درجة حرارة °C لمدة ساعتين إلى تحقيق إدخال >95% مع تحقيق إدخال بنسبة 50% على الأقل في غضون 20 دقيقة. بشكل عام، وقت إدخال FSL هو 4 ساعات في درجة حرارة الغرفة أو 20 ساعة في 4 °C يعطي نتائج مماثلة لساعة واحدة عند 37 °C لإدخالها القائمة على الكربوهيدرات في خلايا الدم الحمراء. لا يلزم غسل الكوديتسات أو الفيروسات الكودية الناتجة، ولكن يجب أخذ هذا الخيار في الاعتبار إذا استخدم فائض من بنية FSL في عملية التشفير.

## التطبيقات
تم استخدام هياكل الكودية في البحث والتطوير ومنتجات التشخيص، ويتم البحث فيها حاليًا كعوامل علاجية محتملة.

### كوديسيتات
تم استخدام FSL لإنشاء الخلايا الكودية لخلايا الدم الحمراء البشرية والتي تم الاستعانة بها للكشف وتحديد الأجسام المضادة لفصائل الدم كمحاكيات للفئة الفرعية ABO، أنظمة مراقبة جودة ABO، مجموعات التدريس المصلية وتشخيص الزهري. وقد أظهرت أيضًا أن FSL-FLRO4 هو كاشف مناسب لوضع علامات على خلايا الدم الحمراء المعبأة (PRBC) في أي نقطة أثناء التخزين الروتيني وتتطلع التجارب إلى تسهيل تطوير الاختبارات المناعية ونماذج نقل الدم التي تركز على معالجة الآليات المشاركة في تعديل المناعة المرتبط بنقل الدم (TRIM). تم استخدام الخلايا الكودية الفأرية تجريبياً لتحديد بقاء الخلايا الحية، وإنشاء نماذج لتفاعلات نقل الدم. تم استخدام الخلايا الكودية لسمك الزرد لتحديد هجرة الخلايا الحية في الوقت الحقيقي. إضافة إلى ذلك، فقد تم استخدام الخلايا الكودية لإنشاء تشخيصات الأنفلونزا. علاوة على ذلك، لم تتمكن الخلايا الكيوديسيتية التي تم تعديلها باستخدام FSL-GB3 من الإصابة بفيروس نقص المناعة البشرية.

### كوديفيريون
الكوديفريون عبارة عن فيروسات معدلة بـ FSL. تم استخدام العديد من هياكل FSL Kode لتصنيف الفيروسات للمساعدة في تصورها التدفقي الخلوي وتتبع توزيعها في الوقت الفعلي في نماذج الحيوانات. كما تم استخدامها لتعديل سطح الفيروسات بهدف استهدافها لاستعمال في ربط الانحلال الورمي.

### كوديسومات
الكوديزومات هي عبارة عن ليبوزومات تم تزيينها بمكونات الهياكل الكودية. لقد تم استخدامها لترسيب الأخيرة على لوحات دقيقة لإنشاء اختبارات تشخيصية. كما أن لديهم القدرة على الاستخدام العلاجي.

### الحلول المشفرة
هذه هي الحلول التي تحتوي على بنيات الهياكل الكودية حيث سيوجد البناء كتوزيع خلوي واضح. استخدمت FSL-GB3 كمحلول وهلام لتثبيط عدوى فيروس نقص المناعة البشرية وتحييد سموم شيجا. إضافة إلى ذلك، تم استخدام فصيلة الدم A من FSL كمحلول لتحييد الأجسام المضادة المتداولة في نموذج الفأر والسماح بنقل فصيلة الدم A غير المتوافقة (الخلايا الكودية الفأرية). حيث أستعين بهذه التجربة النموذجية لإثبات قدرة الهياكل على تحييد الأجسام المضادة المتداولة والسماح بنقل الدم غير المتوافق أو زراعة الأعضاء.

### الأسطح المشفرة

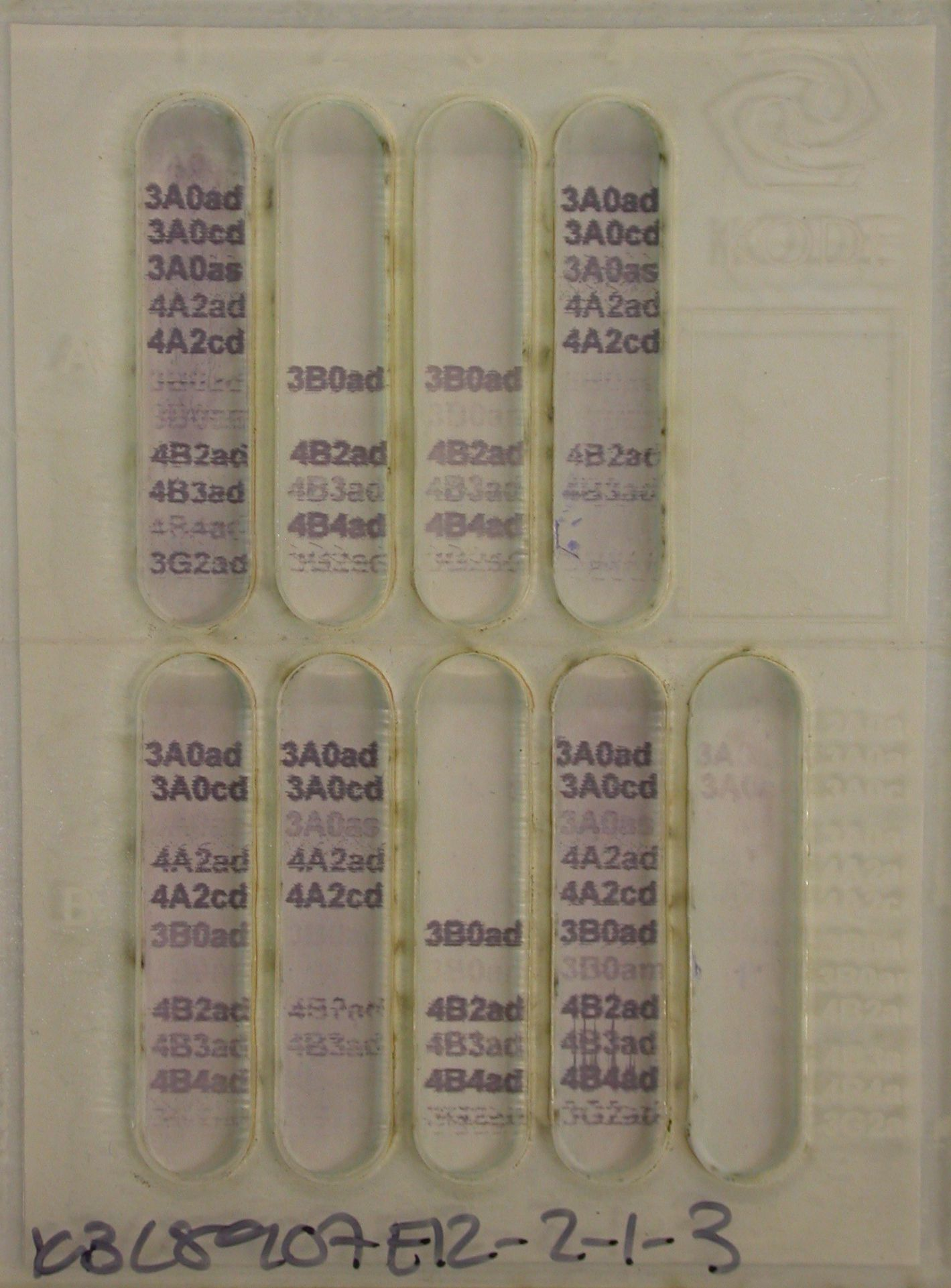
الشكل 10 يمكن طباعة هياكل FSL باستخدام طابعة نفث الحبر المكتبية القياسية مباشرة على الورق لإنشاء اختبارات مناعية. الصورة هي مثال نموذجي لاختبار المناعة الإنزيمي المطبوع بالحبر النفاث (EIA)، حيث تم طباعة 12 بنية FSL مختلفة كرموز تعريف على الورق ثم تفاعلت مع عينات مختلفة. يمكن التعرف على نشاط الأجسام المضادة في العينات من خلال ظهور الكلمات التي تحدد المستضد المستهدف. يتم ملء خرطوشة الحبر الفارغة ببنية FSL ويتم طباعة الكلمات أو الباركود أو الرسومات. يتم لصق قالب البليكسيجلاس على السطح لإنشاء آبار التفاعل. تعتبر هذه الطريقة عبارة عن إجراء تقييم تخثر الدم القياسي، ولكن لا يلزم حجب المصل ويمكن استخدام المصل غير المخفف. تكون إجراءات EIA النموذجية على النحو التالي: إضافة المصل، وحضنه، وغسله بالغمر، وإضافة جسم مضاد ثانوي للكشف عن EIA، وحضنه، وغسله، وإضافة ركيزة ترسيب NBT /BCIP وإيقاف التفاعل عند حدوثه عن طريق الغسيل. النتيجة مستقرة لسنوات.

تتشتت جميع تركيبات الهياكل الكودية في الماء وبالتالي فهي متوافقة مع الطابعات النافثة للحبر. يمكن طباعة هياكل FSL باستخدام طابعة نفث الحبر المكتبية القياسية مباشرة على الورق لإنشاء اختبارات مناعية. حيث يتم ملء خرطوشة الحبر الفارغة ببنية الهياكل الكودية وطباعة الكلمات أو الباركود أو الرسومات. بعدها إلصاق قالب البليكسيجلاس على السطح لإنشاء آبار التفاعل. تعتبر هذه الطريقة عبارة عن إجراء تقييم تخثر الدم القياسي، ولكن لا يلزم حجب المصل ويمكن استخدام المصل غير المخفف. الإجراء النموذجي لتحقيق ذلك هو كالتالي: إضافة المصل، الاحتضان، الغسل بالغمر، إضافة مركب EIA الثانوي، الاحتضان، الغسل، إضافة ركيزة الترسيب NBT / BCIP وإيقاف التفاعل عند تطويره بالغسل (الشكل 9). النتيجة مستقرة لسنوات.

## روابط خارجية
- إنشاءات FSL: طريقة بسيطة لتعديل أسطح الخلايا/الفيروسات بمجموعة من العلامات البيولوجية دون التأثير على قابليتها للبقاء – مقال فيديو مجاني من مجلة التجارب المرئية (JOVE)
- kodecyte.org - المصدر الأكاديمي لتكنولوجيا Kode